# Polistes
Polistes Latreille, 1802, è un genere cosmopolita di insetti, appartenente alla famiglia dei Vespidae.

## Descrizione
Le specie di Polistes, come quelle di tutti i generi della sottofamiglia Polistinae nel mondo, si riconoscono per avere il primo tergite addominale arrotondato mentre nei Vespinae è piatto. Da questa caratteristica deriva il tipico addome a goccia delle Polistes.
Le Polistes sono vespe prevalentemente glabre e dalla vivace colorazione gialla e nera. Il capo è piatto anteriormente e presenta due occhi composti reniformi piuttosto grandi sui lati del capo. Le antenne sono genicolate e composte da 11 articoli nelle femmine e 12 nei maschi. L'articolo in più presente nelle antenne dei maschi forma spesso un caratteristico ricciolo alle estremità distali delle due antenne.
Il capo presenta una grossa piastra frontale compresa fra i due occhi, l'attaccatura delle antenne e l'apparato boccale, detta clipeo. Il clipeo presenta spesso una grande variabilità di colorazione e di disegni gialli e neri che non sono diagnostici nel riconoscimento delle specie. I maschi hanno generalmente il capo con una colorazione gialla predominante.

Le specie di Sulcopolistes sono caratterizzate da un solco, più o meno profondo, lungo le due mandibole.
L'aculeo delle femmine, derivante dall'ovopositore, è ben sviluppato ma non visibile ad occhio nudo in quanto retrattile. L'aculeo delle vespe, contrariamente a quello delle api, è liscio e le femmine possono quindi pungere più di una volta senza che venga strappato dall'addome della femmina. Le Polistes usano l'aculeo con facilità ma esclusivamente per difesa personale e per la difesa del nido. 

I maschi sono sprovvisti di aculeo e, di conseguenza, non possono pungere.

## Biologia

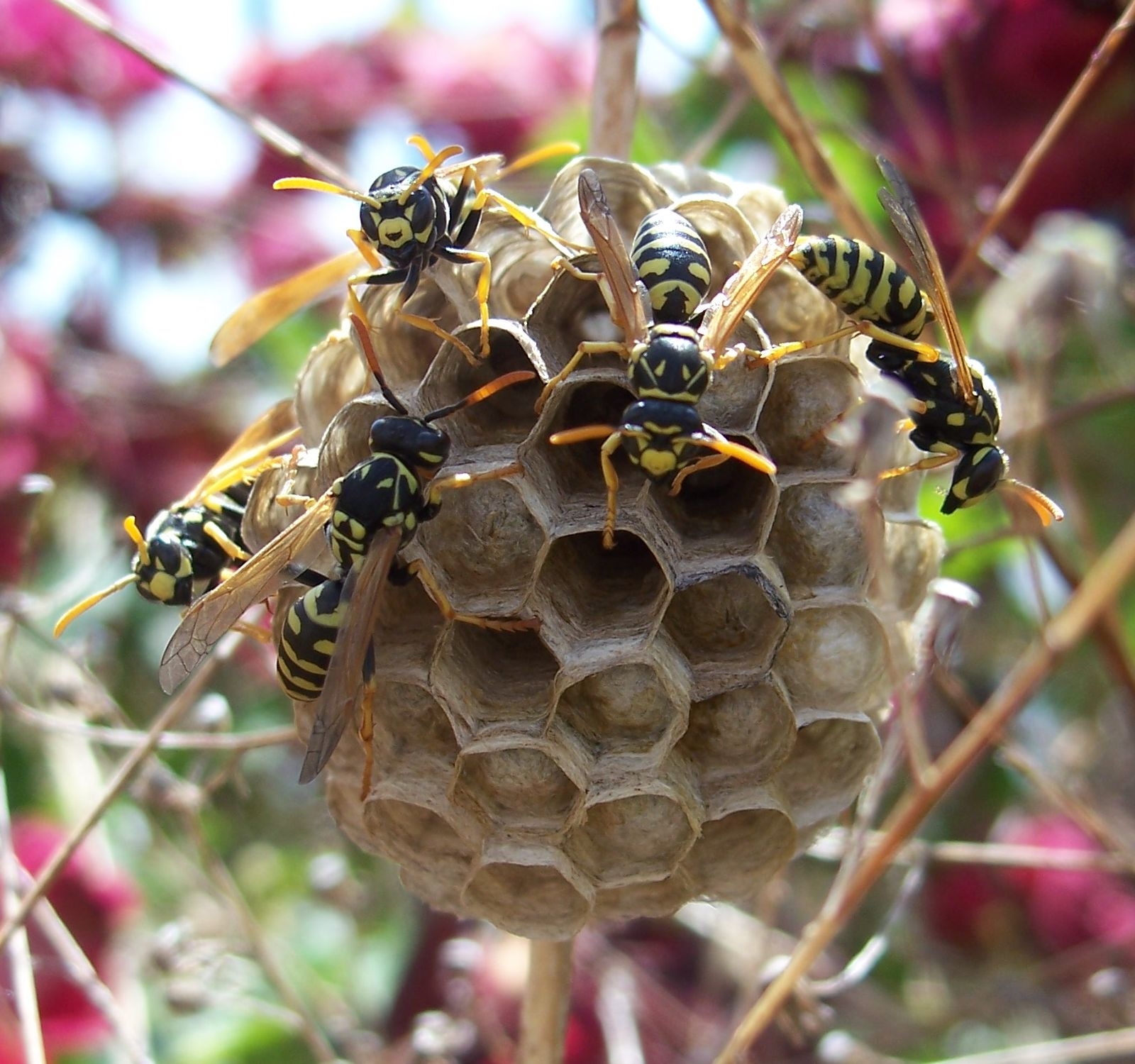
Tipico nido di Polistes dominula

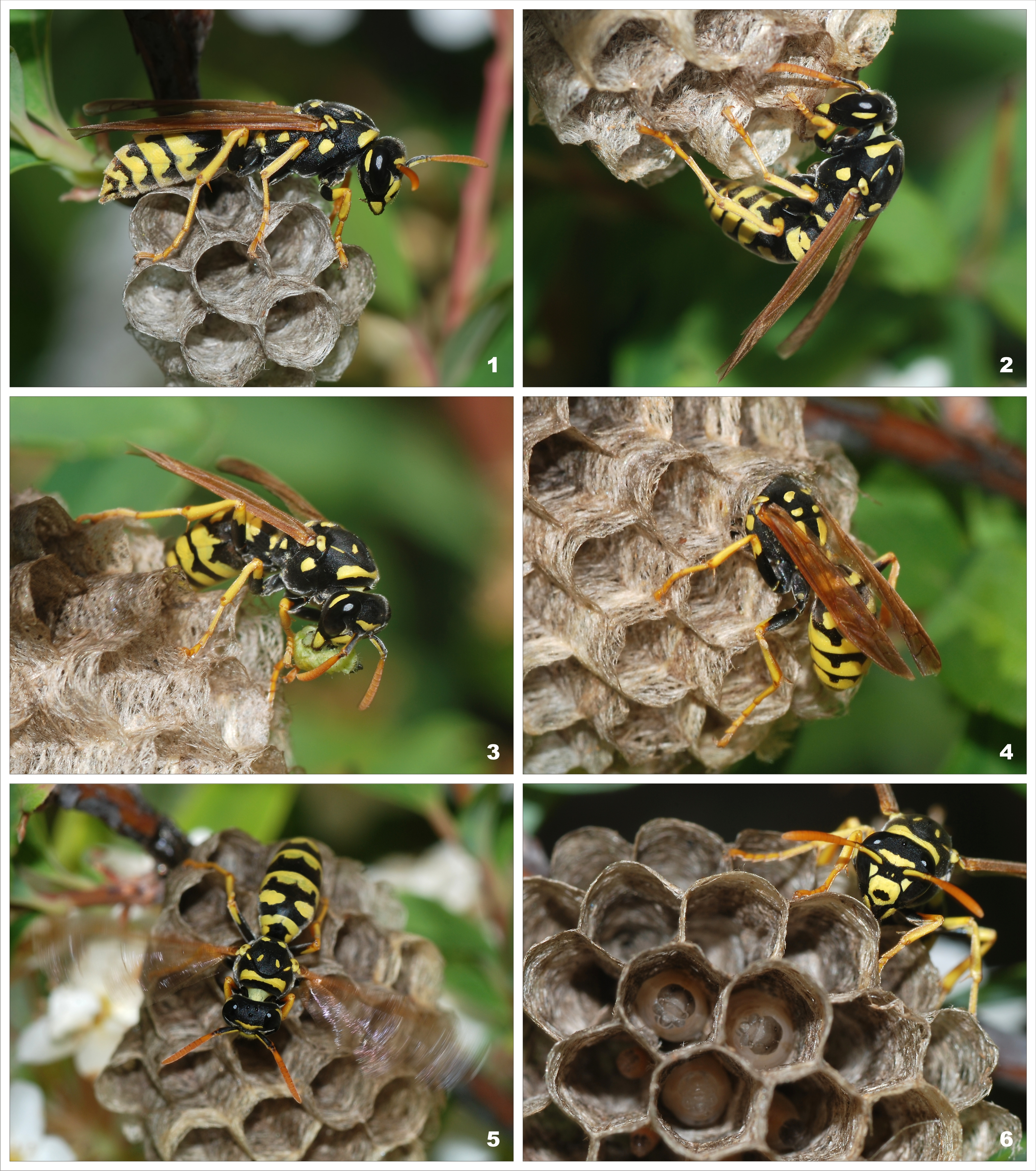
Una giovane vespa regina (Polistes gallicus) fonda una nuova colonia.

Le specie appartenenti al genere Polistes, sottogenere Polistes sono vespe sociali o meglio ancora eusociali, con una o più femmine dominanti che fondano il nido in primavera masticando del legno e tramutandolo in una specie di cartone; per questo sono anche chiamate vespe della carta. I nidi sono di tipo aperto, ossia senza protezioni, e vengono generalmente fissati mediante un peduncolo alla vegetazione arbustiva. I nidi possono essere anche posti su pietre, rocce o altre strutture fisse comprese quelle di origine antropica. Recentemente si è scoperto che questi nidi, se illuminati da luce ultravioletta, producono un'intensa fluorescenza verde.
A primavera una o più femmine, fecondate l'autunno precedente e uscite dall'ibernazione, fondano un nido. Nei nidi con più fondatrici, tra le femmine si instaura una gerarchia di dominanza regolata da precisi rituali e determinata da fattori quali l'aggressività e le dimensioni relative. Solo la femmina dominante (femmina alfa o conduttrice) è in grado di deporre mentre le femmine subordinate si specializzano in lavori da operaie: procacciare cibo e materiale per la costruzione del nido, difendere il nido dai predatori. Verso la fine della primavera iniziano a nascere le prime operaie e le fondatrici subordinate spariscono dalla colonia, oppure se la fondatrice principale muore, una di esse ne prende il posto. Le operaie continuano il lavoro lasciato in sospeso dalla/e fondatrice/i espandendo il nido e nutrendo le larve della loro regina. Il nido in piena estate può contare anche 20-40 operaie, 150-300 cellette e centinaia di larve di ultima generazione che si stanno sviluppando nelle celle. Ad agosto-settembre iniziano a sfarfallare i primi maschi e nuove femmine fertili, future fondatrici, destinate ad accoppiarsi e a fondare un nido la primavera successiva, prendono il nome di fondatrici figlie o future fondatrici. Solo queste femmine sopravviveranno all'inverno per rientrare in attività la primavera successiva.
Le specie appartenenti al sottogenere Sulcopolistes (Polistes sulcifer, P. semenowi e P. atrimandibularis) sono invece dei parassiti sociali di altre specie di Polistes. In estate le femmine di Sulcopolistes riescono ad insediarsi in un nido già avviato sottomettendo la regina originale. Così, quando nascono le prime operaie, la Sulcopolistes invierà dei segnali chimici mimetici per far credere loro di essere la loro regina, in modo che le operaie accudiscano la sua prole. I Sulcopolistes hanno totalmente perso la casta operaia con l'evoluzione, per cui la covata parassita è rappresentata unicamente da maschi e femmine fertili che abbandonando il nido madre determineranno la fine prematura di quest'ultimo.

S. semenowi, che parassitizza P. dominula, può insediare più nidi, utilizzandone uno per riprodursi e gli altri come scorte alimentari. L'usurpazione di un nido non è prerogativa dei Sulcopolistes: in una stessa specie, due regine possono concorrere al possesso di un nido. In P. gallicus e P. dominula, non è rara l'usurpazione da parte di una regina che ha perso il suo nido, anche dopo la nascita delle prime operaie. P. nimpha può occasionalmente usurpare nidi di P. dominula, comportandosi come i Sulcopolistes, pochi giorni prima della nascita delle operaie.
I ricercatori hanno studiato i comportamenti dei Polistes fuscatus, che vivono abitualmente nei giardini americani. Per quanto riguarda il riconoscimento dei loro simili, utilizzano segnali di origine ambientale. Questa procedura è indispensabile, per evitare intrusioni all'interno dei nidi da parte di predatori e viene svolta tramite l'ausilio delle sostanze odorose. Infatti ogni vespa assume un odore che è specifico del gruppo che vive in un determinato nido. L'odore è frutto della combinazione sia delle fibre vegetali con cui è costruito il nido sia di secrezioni rilasciate dalle vespe costruttrici. Questo fattore di distinzione è più sicuro addirittura di quello di natura genetica, anche se non completamente immune da errori e malintesi.

## Sistematica
I Vespidae italiani sono raggruppati in due sottofamiglie: Polistinae e Vespinae.
Nonostante la sistematica delle sottofamiglie sia ancora piuttosto dibattuta e alcune specie ancora dubbie, si può dire che in Italia esistono 9 specie di Polistes, alcune delle quali molto frequenti anche dentro le città.

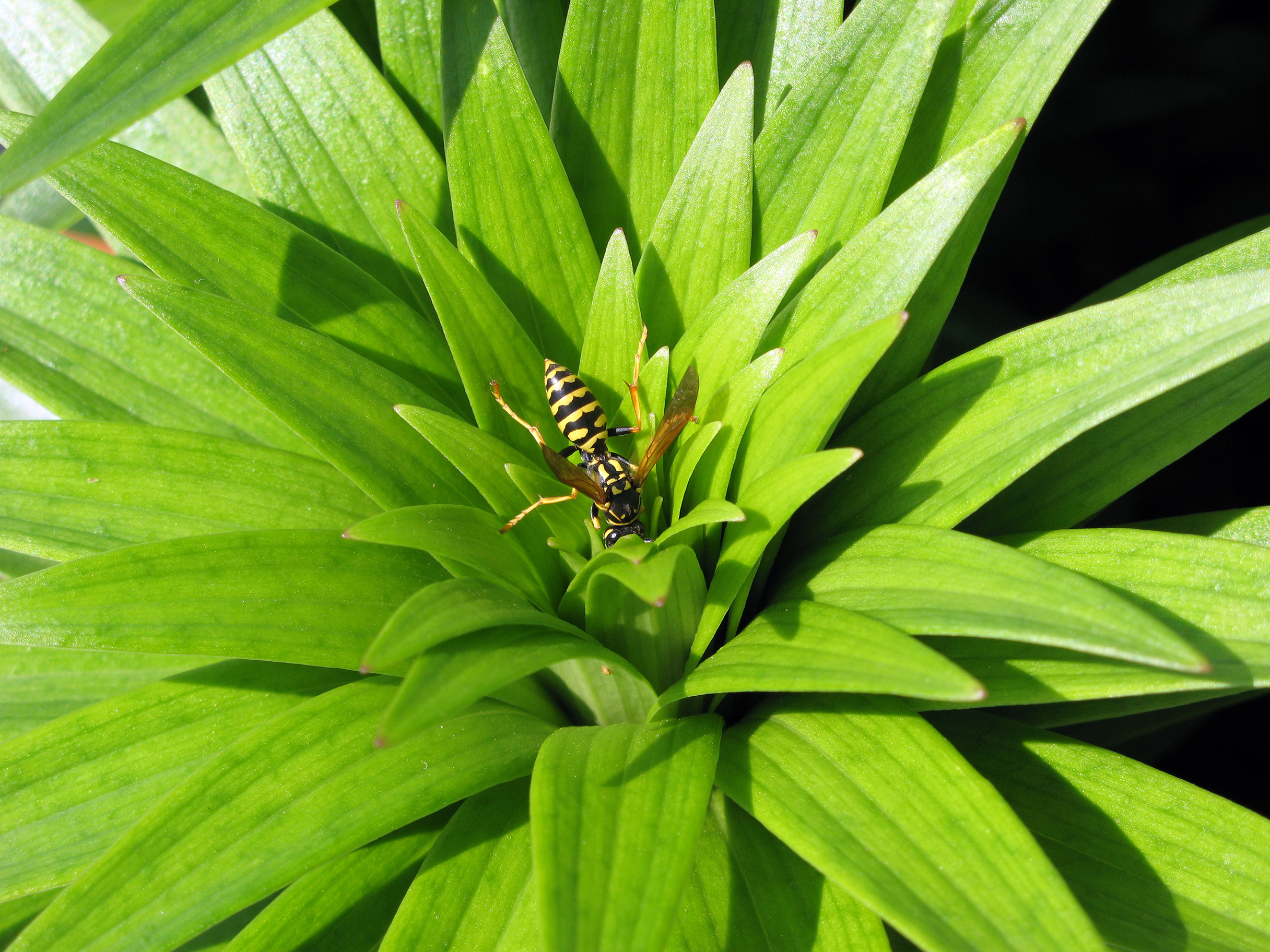
Una vespa (Polistes dominula) su una pianta di giglio.

Le specie di Polistes presenti in Europa e in Italia sono:
- Polistes dominula - gena (guance) prevalentemente di colore giallo; clipeo interamente giallo, talvolta con una o due macchie nere mediane; parte ventrale dell'ultimo segmento addominale gialla. Tende a nidificare in posti riparati, spesso inaccessibili, ma comunque molto a contatto con le abitazioni.
- Polistes gallicus - gena prevalentemente di colore nero, parte dorsale delle antenne prevalentemente chiara. tende a nidificare in luoghi aperti, spesso tra l'erba o su pezzi di legno sollevati da terra.
- Polistes nimpha - gena prevalentemente di colore giallo; parte superiore ed inferiore del clipeo di colore giallo, parte mediana nera; parte ventrale dell'ultimo segmento addominale completamente nera o con una piccola macchia apicale, gli ocelli sono disposti secondo un triangolo isoscele. È meno diffusa delle prime due, ma è anch'essa abbastanza diffusa. nidifica in luoghi riparati ma spaziosi, o su muri ed infissi in legno.
- Polistes biglumis - gena prevalentemente di colore nero; clipeo e parte dorsale delle antenne prevalentemente di colore nero. è facile trovarla in montagna, ove le altre polistes scarseggiano per l'altitudine. gli opercoli di seta con cui le larve chiudono le celle per la metamorfosi, assume un colore scuro, forse per attrarre il calore necessario allo sviluppo.
- Polistes bischoffi; È una specie di medio-piccole dimensioni caratterizzata da antenne completamente annerite dorsalmente, guance nere e mandibole gialle. Il clipeo è giallo con una grossa fascia centrale, l'ultimo urosterno inferiore è di colore nero. Nell'aspetto generale, questa specie presenta il colore nero come colore dominante rispetto al giallo.
- Polistes associus - molto simile a P. nimphus però la parte ventrale dell'ultimo segmento addominale ha una macchia apicale rossiccia che si estende lateralmente e gli ocelli sono disposti secondo un triangolo equilatero.
- Polistes sulcifer - testa grande; fasce gialle delle guance molto sviluppate; parte ventrale dell'ultimo segmento addominale gialla.
- Polistes atrimandibularis - clipeo giallo con una macchia mediana nera; parte ventrale dell'ultimo segmento addominale completamente nera.
- Polistes semenowi - clipeo giallo con una larga macchia mediana nera; parte ventrale dell'ultimo segmento addominale gialla. Questa specie non è presente in Sicilia.

Le ultime tre specie sono molto rare e per tanto poco conosciute. Sono caratterizzate, oltre che dalle dimensioni maggiori, dal parassitismo eusociale nei confronti delle altre Polistes sottomettendone o uccidendone la regina e costringendo le operaie ad accudire le larve parassite composte esclusivamente da sessuati.